# The Society
The Society és una sèrie de televisió de drama i misteri estatunidenca creada per Christopher Keyser; va ser estrenada a Netflix el 10 de maig del 2019. El 9 de juliol del mateix any, es va anunciar la seva renovació per a una segona temporada. No obstant això, el 21 d'agost de l'any 2020 la sèrie va ser cancel·lada a causa de la pausa de filmació a causa de la pandèmia de COVID-19, tot i ja haver gravat alguns dels nous capítols.

## Sinopsi
La sèrie The Society tracta sobre «un grup d'adolescents que es veuen obligats a prendre el control de la seva ciutat quan hi tornen després d'un viatge curt i descobreixen que la resta d'habitants han desaparegut, i que no hi ha manera de sortir de la ciutat. Els adolescents festejaran, entraran en pànic, sofriran, barallaran i, en última instància, es veuran obligats a decidir com enfrontar-se a l'impensable».

## Repartiment

### Principals
- Kathryn Newton com a Allie Pressman, la germana menor de la Cassandra.
- Gideon Adlon com a Becca Gelb, la millor amiga d'en Sam, qui descobreix que està embarassada.
- Siguin Berdy com a Sam Eliot, el germà menor d'en Campbell, que és sord.
- Natasha Liu Bordizzo com a Helena Wu, la novia religiosa d'en Luke.
- Jacques Colimon com a Will LeClair, el millor amic de l'Allie. Va passar la seva infància en una llar d'acolliment.
- Olivia DeJonge com a Elle Tomkins, marginada que s'acabarà convertint en la núvia d'en Campbell.
- Álex Fitzalan com a Harry Bingham, fill de la directora de l'escola.
- Kristine Froseth com a Kelly Aldrich, l'exnovia d'en Harry.
- José Julían com a Gordie, un jove que està enamorat de la Cassandra.
- Alexander MacNicoll com a Luke Holbrook, qui és la parella d'Helena i un ex mariscal de camp.
- Toby Wallace com a Campbell Eliot, cosí de l'Allie i la Cassandra i germà d'en Sam, qui exhibeix trets psicòpates de personalitat.
- Rachel Keller com a Cassandra Pressman, la germana major de l'Allie.

### Recurrents
- Jack Mulhern com a Grizz Visser, exjugador de futbol i l'interès amorós d'en Sam.
- Spencer House com a Clark Beecher.
- Emilio García-Sánchez com a Jason Alvarado.
- Salena Qureshi com a Bean.
- Olivia Nikkanen com a Gwen Patterson.
- Kiara Pichardo com a Madison Russo.
- Grace Victoria Coix com a Lexie Pemberton.
- Naomi Oliver com a Olivia.
- Kelly Rose Golden com a Marnie.
- Matisse Rose com a Jessica.
- Alicia Crowder com a Erika.
- Benjamin Breault com a Blake.
- Damon J. Gillespie com a Mickey.
- Peter Donahue com a Shoe.
- Seth Meriwether com a Greg Dewey.
- Madeline Logan com a Gretchen.
- Dante Rodrigues com a Zane.

## Episodis
Episodi 1
- Títol: "El que va passar" (en anglés: "What happened").
- Dirigit per: Marc Webb.
- Escrit per: Christopher Keyser.
- Data de llançament original: 10 de maig del 2019.

Quan una olor misteriosa i irritant impregna la ciutat de West Ham, Connecticut, el Govern Federal envia els estudiants de secundària de l'institut local a un viatge de campaments de 10 dies mentre es resol el problema. Després de sortir amb autobús, els estudiants acaben tornant a la ciutat, doncs els diuen que el camí cap al campament està bloquejat. No obstant això, només sortir del vehicle descobreixen que tots els altres habitants de la ciutat han desaparegut i que, si bé els telèfons locals i els missatges de text funcionen, estan aïllats de la resta del món. Alguns estudiants utilitzen la seva nova llibertat per participar en una festa salvatge a l'església, mentre que altres intenten determinar què ha passat. L'endemà, descobreixen que totes les carreteres i sortides de la ciutat ara estan bloquejades per un bosc aparentment interminable i perillós. Veient això, decideixen formar un grup de cerca a explorar el bosc. La Cassandra revela que té una malaltia cardíaca congènita. En Campbell revela que té una pistola, i apunta amb ella a la Cassandra. Un dels integrants de la recerca mor per causa de picada d'una serp, i l'arribada del seu cos calma les tensions del tens moment, i les substitueix per una preocupació grupal.
 Episodi 2
- Títol: "El nostre poble" (en anglés: "Our Town").
- Dirigit per: Marc Webb.
- Escrit per: Christopher Keyser.
- Data de llançament original: 10 de maig del 2019.

Un eclipsi solar enfosqueix el cel, com si fos un senyal. En Gordie planteja la hipòtesi de que potser es troben en un univers paral·lel, amb aquesta forta olor i els seus pares desapareguts. L'Allie i ene Will aniran a cada botiga de queviures per fer un inventari del que està disponible i racionalitzar-ho. En Sam i la Becca recorren els registres de l'ajuntament, on la Becca cau malalta i vomita. Tots intenten arribar a més teories sobre el que està passant. L'Helena fa un sermó. En Gordie investiga les condicions del cor per a la Cassandra i comparteixen un moment d'intimitat. En Sam troba el d'una companyia que va sol·licitar 1.5 milions d'euros per a l'eliminació de l'olor; també troba un document on es mostra que el seu pare i el seu oncle s'hi van negar, el dia abans que ells marxessin. La Becca fa una prova i s'adona que està embarassada. En Harry organitza un joc de "lladres contra policies" per distreure els joves de tots els esdeveniments. L'Allie és atropellada per un cotxe durant el joc, però no es lesiona. La Kelly i en Will connecten entre ells. L'Allie i en Harry mantenen relacions. En Campbell i l'Elle esnifen cocaïna i s'emborratxen junts. L'electricitat s'encén i s'apaga durant la tempesta. En Bean descobreix que l'eclipsi solar no va ser programat, i pot haver estat en realitat un senyal, o una prova que demostra que efectivament són en un univers paral·lel. Una disputa a la ferreteria per les llanternes acaba amb una baralla massiva, saquejos i l'explosió d'un cotxe.
 Episodi 3
- Títol: "Adéu a la innocència" (en anglés: "Childhood's End").
- Dirigit per: Tara Nicole Weyr.
- Escrit per: Rachel Sydney Alter.
- Data de llançament original: 10 de maig del 2019.

Després dels conflictes, les dones de la ciutat es reuneixen, amb la Cassandra com a la líder escollida. Organitzen una festa de graduació com a forma de distracció. Els homes discuteixen la idea del socialisme, en lloc de simplement agafar coses per la festa. La ciutat decideix per unanimitat crear una llista de rotació de feina, racionar els aliments, compartir habitatges i menjar en comunitat. En Sam i la Becca decideixen anar al ball junts, igual que la Kelly i en Will. En Harry s'estressa amb les feines i la vida comunitària. En Harry i la Kelly descobreixen que la mare d'en Harry i el pare de la Kelly estaven tenint una aventura mútua. En Harry, sense bromejar, suggereix matar a la Cassandra. L'Allie té una infecció del tracte urinari. La Kelly i en Will ballen, fent que en Harry i l'Allie estiguin gelosos. La Becca revela a en Sam que està embarassada, però es nega a dir qui és el pare. En Campbell subministra drogues a en Harry. En Grizz i en Sam comparteixen un moment en què en Grizz li demana que li ensenyi una mica de llenguatge de senyes. En Gordie i la Cassandra van junts al ball i es fan un petó. En Will i l'Allie comparteixen un ball. En Campbell i l'Elle consumen la seva relació. La Cassandra es troba amb un gos mentre neteja després del ball de graduació, i mentre l'observa, un assaltant invisible li dispara dues vegades a l'estómac. Ella mor.
 Episodi 4
- Títol: "Gota a gota" (en anglés: "Drop by drop").
- Dirigit per: Stacie Passon
- Escrit per: Emily Besinger
- Data de llançament original: 10 de maig del 2019.

Els homes del poble caven una tomba. En Gordie extreu les bales del cadàver de la Cassandra. La ciutat organitza un servei funerari per a ella. La Lexie es torna paranoica i es nega a sortir de casa. Múltiples dones es neguen a abandonar la seguretat dels habitatges després dels fets. Els homes decideixen que necessiten fer complir les llistes de treball per mantenir la ciutat en funcionament. La Guàrdia, composta principalment pels jugadors de futbol, s'organitza per patrullar els carrers. En Grizz consola a l'Allie. L'Helena revela a en Luke que ella posseeix múltiples armes, i li dona una. En Brandon Eggles roba una pistola al guàrdia de la botiga de queviures. A la Becca li preocupa que tothom sàpiga aviat sobre el seu embaràs i que no tingui un part exitoso. En Sam li promet estimar el seu nadó i ser-hi per a tots dos. Dues persones s'apunten les armes a la cafeteria, augmentant la tensió. L'Allie rep el nou títol de líder, persuadida pel Gordie. En Campbell subministra a en Harry més drogues. L'Allie dirigeix la seva primera reunió pública i anuncia que totes les armes seran confiscades. S'acosta a la Kelly amb la idea d'organitzar una nit de cinema. La Guàrdia busca a casa de tots i confisca les armes. L'Helena es nega a lliurar les armes. En Sam li diu a en Gordie que el seu germà li va robar l'arma que ell tenia en el seu poder. L'Allie decideix quedar-se amb les armes enlloc de destruir-les. En Sam explica que en Campbell va torturar i després va assassinar un ocell quan era jove, i que és un psicòpata diagnosticat. En Campbell gairebé ofega a l'Elle a la banyera i l'amenaça contínuament.
 Episodi 5
- Títol: "Em poso al teu lloc" (en anglés: "Putting on the clothes").
- Dirigit per: Haifaa Al-Mansour.
- Escrit per: Anna Fishko i Christopher Keyser.
- Data de llançament original: 10 de maig del 2019.

En Greg Dewey li confessa a en Harry que ell va matar a la Cassandra perquè va pensar que estava fent a en Harry un favor. En Harry diu a la Kelly i després a en Gordie. En Grizz suggereix que arrestin a en Greg en una batuda abans de l'alba. Ell veu el mateix gos que va veure Cassandra abans del seu assassinat, i en Campbell li diu a la Elle que es pot quedar amb el gos. En Grizz, en Luke, en Clark i en Jason troben l'arma homicida i arresten en Greg. El Will suggereix que tinguin un judici. En Harry continua sent adicte a les drogues. En Clark interroga a en Greg i el colpeja, però en Luke i l'Allie el detenen. L'Helena accepta a contracor defensar en Greg en el judici, mentre que en Gordie exerceix com a fiscal i la junta d'honor com a jurat. En Harry testifica contra en Dewey, però l'Helena l'obliga a admetre el seu paper. Ell se n'adona de que falta el gos i li pregunta a en Campbell, però diu que no sap on és. L'Allie intenta sense èxit que en Greg confessi el seu motiu i reveli els còmplices, i li anuncia que l'execució és una opció. El jurat troba a en Greg culpable de l'assassinat de la Cassandra. En Greg difama a la Cassandra i acusa a en Campbell d'ajudar-lo a planejar l'assassinat. L'Allie ordena a la Guàrdia que arresti a en Campbell.
 Episodi 6
- Títol: "Un maleït déu o algo així" (en anglés: "Like a F-ing God or Something").
- Dirigit per: Meghan Griffiths.
- Escrit per: Christopher Keyser i Anna Fishko.
- Data de llançament original: 10 de maig del 2019.

L'Allie es troba indecisa respecte a en Dewey i en Campbell, i la ciutat comença a atacar-la. L'Allie li diu a en Luke que no ordenarà l'arrest d'en Harry. L'Allie li pregunta un cop més a en Campbell, que nega haver ajudat a en Greg a matar a la Cassandra. L'Allie li pregunta a l'Elle, que aconsella a l'Allie que el deixi anar o el mati. En Harry li diu a la Kelly que està rebent missatges de text amenaçadors i que té por que les dones el matin. En Sam torna a mentir sobre no trobar res a l'ajuntament, però la Becca li diu que va trobar documents que involucren l'EPA i un home anomenat Pfeiffer sobre l'olor. En Greg es posa en vaga de gana. L'Allie allibera a en Campbell per manca d'evidència. El Will convenç a l'Allie per a què condemni a mort a en Greg. En Greg s'espanta al lloc d'execució, i en Grizz vomita davant la realitat de la situació. L'Allie pren el lloc d'en Grizz i participa a l'execució amb en Luke i en Jason. En Harry es disculpa amb l'Allie, però ella li diu que se'n vagi. En Sam s'ofereix per ser el pare del bebè de la Becca. En Luke demana a l'Helena que es casi amb ell, i ella diu que sí. L'Allie acusa a en Will d'utilitzar a la Cassandra per manipular-la a ella i que executés a en Greg.
 Episodi 7
- Títol: "Les regles de l'Allie" (en anglés: "Allie's Rules").
- Dirigit per: Patricia Cardoso.
- Escrit per: Qui Nguyen.
- Data de llançament original: 10 de maig del 2019.

Sis mesos després, en Harry se submergeix cada cop més en una depressió, mentre que en Grizz i el Sam cada cop estan més units. El Gordie té una teoria sobre West Ham, i la Elle comença a executar un pla per lliurar-se d'en Campbell.
 Episodi 8
- Títol: "Verí" (en anglés: "Poison").
- Dirigit per: Rich Lee.
- Escrit per: Maile Meloy.
- Data de llançament original: 10 de maig del 2019.

Un festeig d'Acció de Gràcies pateix un aterrador gir; la Guàrdia aprofita la situació per a prendre el control i abusar del seu poder. En Sam es troba dividit entre la Becca i en Grizz.
 Episodi 9
- Títol: "Nous noms" (en anglés: "New Names").
- Dirigit per: Brett Simon.
- Escrit per: Anna Fishko.
- Data de llançament original: 10 de maig del 2019.

En Will li confessa els seus sentiments a l'Allie. L'Elle li revela un secret a l'Helena. En Campbell presiona a en Harry per a que es presenti a alcalde, mentre que en Grizz organitza una expedició.
 Episodi 10
- Títol: "Així passa" (en anglés: "How It Happens").
- Dirigit per: Marc Webb.
- Escrit per: Christopher Keyser.
- Data de llançament original: 10 de maig del 2019.

La Lexie aconsegueix guanyar-se la confiança d'aquells que odien a l'Allie per les seves regles. La Becca, en Will i l'Helena temen que la Lexie no tingui un pla per a dirigir a la ciutat i tot se'n vagi al caos. En Grizz i el seu equip troben un camp per a l'agricultura. La Kelly mostra a l'Allie la foto del conductor de l'autobús, en Pfeiffer, que va discutir amb la mare d'en Harry i el pare d'en Sam el dia abans que passés el desastre. En Sam desvela la veritat sobre els documents que va trobar a l'ajuntament, i en Grizz li diu a la Gwen que és homosexual. La Becca dona a llum a una nena anomenada Eden. En Campbell i el Harry posen al Clark i al Jason en contra de l'Allie, i obliguen a en Luke a unir-se a ells per donar un cop d'Estat. La Lexie s'uneix amb en Harry per ser coalcaldes. Ell fingeix estar del costat d'en Campbell per la seva pròpia seguretat. L'Allie i en Will són empresonats amb el pretext que van intentar modificar els resultats de les eleccions. La Guàrdia informa als habitants de New Ham que l'Allie i en Will van intentar robar les eleccions, i mentre són apedregats per tots els del poble, el grup de recerca liderat per en Grizz torna i informen que van aconseguir trobar terra per cultivar. L'episodi acaba amb la mare de l'Allie, acariciant el mateix gos que la Elle va veure a New Ham. Mentre llegeix un llibre per als nens a l'escola, darrere seu es mostra una placa que diu «Els recordem», i a sota es veuen escrits els noms dels adolescents desapareguts.

## Producció

### Desenvolupament
El 24 de juliol de l'any 2018, es va anunciar que Netflix havia començat la producció d'una sèrie (que de moment no tenia títol) de 10 episodis que es considerava una barreja de Lost amb Lord of the Flies. En Chris Keyser va escriure el guió i va ser el productor executiu de la producció juntament amb en Marc Webb, qui també va ser un dels directors. El 28 de novembre del 2018, es va anunciar que la sèrie finalment tenia títol: The Society. El 4 d'abril del 2019, es va informar de que la sèrie estava programada per a estrenar-se el 10 de maig de 2019. El 9 de juliol del 2019, va ser renovada per a una segona temporada que s'estrenaria l'any 2020. No obstant això, més tard la sèrie va ser cancel·lada a causa de la pandèmia.

### Càsting
El 24 de juliol de l'any 2018, va ser anunciat que l'actriu Kathryn Newton havia estat triada per protagonitzar un dels papers principals. El 28 de novembre del 2018, es va anunciar que Rachel Keller, Gideon Adlon, Jacques Colimon, Olivia DeJonge, Alex Fitzalan, Kristine Froseth, José Julían, Natasha Liu Bordizzo, Alex MacNicoll, Jack Mulhern, Salena Qureshi, Grace Victoria Coix, Siguin Berdy i Toby Wallace, entre d'altres, també es trobaven entre els escollits.

### Rodatge
La producció es va iniciar al setembre de l'any 2018 a Lancaster. La sèrie va ser renovada per a una segona temporada el juliol de l'any 2019, però la producció de la segona temporada es va havwr d'aturar a causa de les restriccions imposades a arrel de la pandèmia de COVID-19. El 21 d'agost de l'any 2020, es va anunciar que la producció havia estat cancel·lada de manera definitiva, ja que les complicacions de la pandèmia havien provocat augments de costos i dificultats per a programar el rodatge.